# Albert Tshomba Yungu
Albert Tshomba Yungu (* 12. August 1928 in Lodja, Belgisch Kongo; † 9. Januar 1997 in Kinshasa) war ein kongolesischer Geistlicher und römisch-katholischer Bischof von Tshumbe.

## Leben
Albert Tshomba Yungu besuchte von 1936 bis 1940 die Grundschule in seinem Heimatort und von 1941 bis 1942 die Schule in Tshumbe, bevor er in das Kleine Seminar in Kabwe eintrat. Von 1950 bis 1957 studierte er Philosophie und Katholische Theologie am Priesterseminar in Kabwe. Yungu empfing am 20. Dezember 1957 in Lodja das Sakrament der Priesterweihe. Er war von 1957 bis 1958 zunächst Direktor der Grundschule in Tshumbe, bevor er Lehrer am Collège Saint Augustin in Lodja wurde. Ab 1961 war Yungu Direktor des Collège Saint Augustin und Pfarrer der Pfarrei Saint Désiré in Lodja.
Am 9. April 1968 ernannte ihn Papst Paul VI. zum Bischof von Tshumbe. Der Erzbischof von Luluabourg, Martin-Léonard Bakole wa Ilunga, spendete ihm am 15. September desselben Jahres in Lodja die Bischofsweihe; Mitkonsekratoren waren der emeritierte Bischof von Tshumbe, Joseph Augustin Hagendorens CP, und der Erzbischof von Kisangani, Augustin Fataki Alueke. Sein Wahlspruch Ut vitam habeant („Damit sie das Leben haben“) stammt aus Joh 10,10 .
Von Januar 1975 bis Juni 1979 war Yungu zudem Präsident der Bischofskonferenz von Zaire (CEZ). Am 22. Juli 1995 nahm Papst Johannes Paul II. das von Albert Tshomba Yungu vorgebrachte Rücktrittsgesuch an.